# Endocrinología reproductiva e infertilidad
La endocrinología reproductiva y la infertilidad (REI) es una subespecialidad quirúrgica de la obstetricia y la ginecología que capacita a los médicos en medicina reproductiva que aborda el funcionamiento hormonal en lo que respecta a la reproducción, así como el problema de la infertilidad. Si bien la mayoría de los especialistas de REI se enfocan principalmente en el tratamiento de la infertilidad, los endocrinólogos reproductivos también están capacitados para evaluar y tratar disfunciones hormonales en mujeres y hombres fuera de la infertilidad. Los endocrinólogos reproductivos deben tener capacitación especializada (residencia) en obstetricia y ginecología.
La cirugía reproductiva es una especialidad relacionada, donde un médico en ginecología o urología se especializa aún más para operar trastornos anatómicos que afectan la fertilidad.

## Certificación
En varios países, el camino para convertirse en un subespecialista en REI está regulado. Así, en los Estados Unidos, por ejemplo, la Junta Estadounidense de Obstetricia y Ginecología (ABOG) y la Junta Estadounidense de Obstetricia y Ginecología Osteopática establecen los estándares para que los subespecialistas obtengan la certificación. Después de cuatro años de capacitación en obstetricia y ginecología, se debe completar con éxito una beca aprobada de tres años. Luego, para obtener la certificación de la junta en endocrinología reproductiva e infertilidad, primero se debe completar la certificación de la junta en obstetricia y ginecología (exámenes escritos y orales), y luego certificarse en endocrinología reproductiva e infertilidad (exámenes escritos y orales).
En los Estados Unidos, la beca en endocrinología reproductiva e infertilidad suele durar 3 años y se ofrece en 40 centros de todo el país a partir de 2013.
En la Unión Europea, la Junta Europea y el Colegio de Obstetricia y Ginecología (EBCOG) tiene centros de acreditación para un programa de formación de subespecialistas en medicina reproductiva en 4 centros de la UE a partir de 2012.
En Australia y Nueva Zelanda, un programa de formación en endocrinología reproductiva e infertilidad dura 3 años y se ofrece en 15 centros de los dos países.

## Sociedades
Los endocrinólogos reproductivos certificados por ACOG a menudo pertenecen a una sociedad médica específica llamada Society for Reproductive Endocrinology and Infertility (SREI). Como condición para ser miembro de pleno derecho, los médicos deben estar certificados por ACOG en la subespecialidad de endocrinología reproductiva e infertilidad.

## Revistas
- Human Reproduction se publica en nombre de la Sociedad Europea de Reproducción Humana y Embriología . Según SCImago Journal Rank, su revista de revisión Human Reproduction Update fue la revista de mayor rango en obstetricia y ginecología en 2008.[6]
- Reproduction se publica en nombre de la Sociedad para la Reproducción y la Fertilidad del Reino Unido.
- Reproductive Biology and Endocrinology (RB&E) es una revista de acceso abierto en línea publicada por BioMed Central.[7] Se ocupa tanto de la medicina veterinaria como de la reproducción humana.
- Fertility and Sterility es una revista mensual de la Sociedad Estadounidense de Medicina Reproductiva

Además, muchas revistas académicas de obstetricia y ginecología dedican muchos artículos a la endocrinología reproductiva y la infertilidad.